# Ђерано
Ђерано (итал. Gerano) је насеље у Италији у округу Рим, региону Лацио.
Према процени из 2011. у насељу је живело 1049 становника. Насеље се налази на надморској висини од 411 м.

## Становништво
| 1936. | 1951. | 1961. | 1971. | 1981. | 1991. | 2001. | 2011. |
| ----- | ----- | ----- | ----- | ----- | ----- | ----- | ----- |
| 1.743 | 1.754 | 1.376 | 1.221 | 1.134 | 1.133 | 1.201 | 1.248 |